# Radeč (Úpice)
Radeč je část města Úpice v okrese Trutnov. Nachází se v údolí potoka Radečky asi 2,5 km na západ od Úpice. V roce 2009 zde bylo evidováno 144 adres. V roce 2001 zde trvale žilo 376 obyvatel.
Radeč je také název katastrálního území o rozloze 9,79 km2.

## Památky
- kaplička Panny Marie